# Hubert Ritter

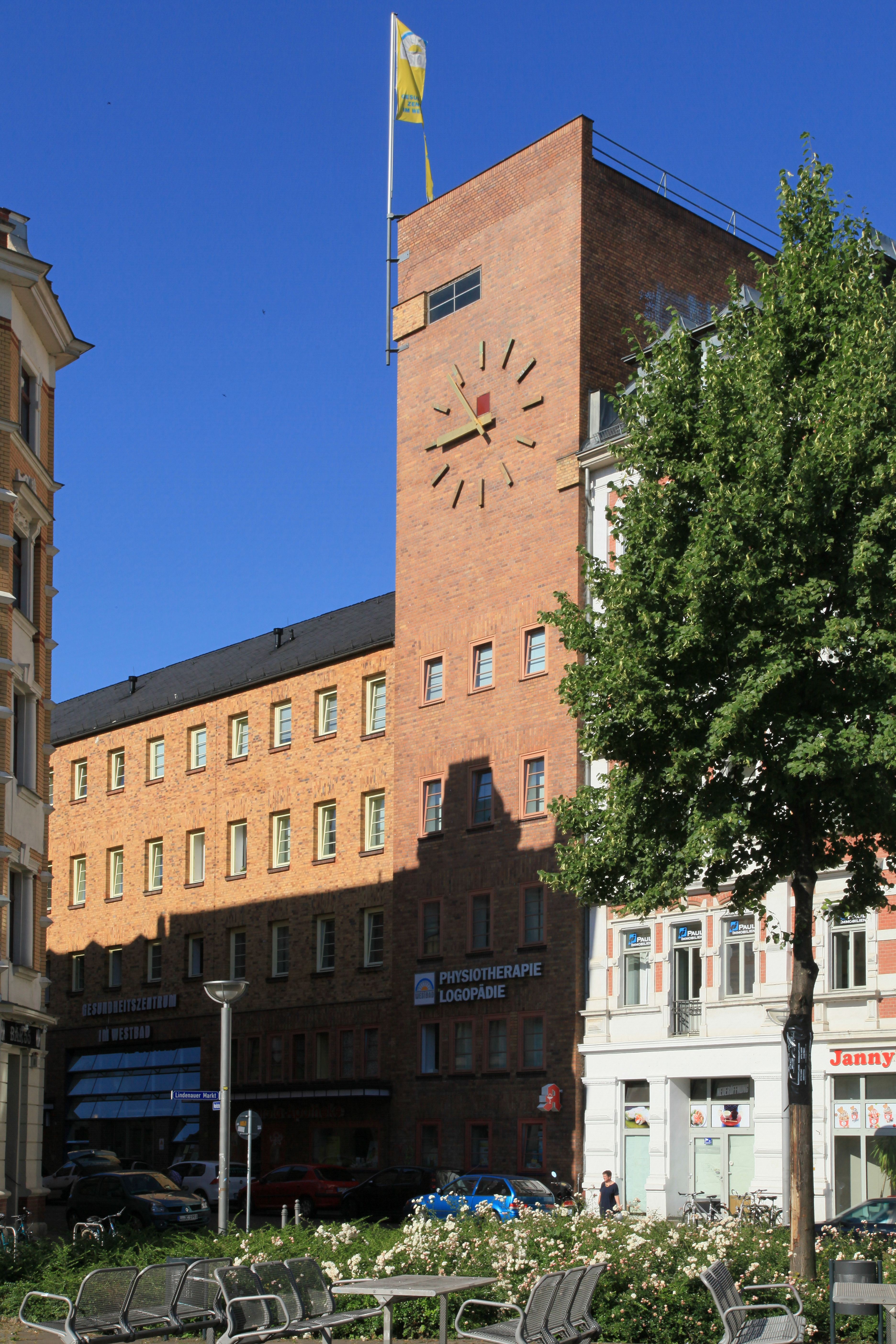
Westbad w Lipsku

Hubert Hans Ritter (ur. 14 marca 1886 w Norymberga, zm. 25 maja 1967 w Monachium) – niemiecki architekt i urbanista.

## Życiorys
Ritter urodził się w Norymberdze, dzieciństwo i młodość spędził w Monachium. Był absolwentem monachijskiej Politechniki, oraz asystentem będącego w tamtych czasach u szczytu sławy, Friedricha von Thierscha. Początkowo pracował we Frankfurcie, następnie został architektem miejskim w Kolonii. 
W listopadzie 1924 roku przeniósł się do Lipska, gdzie objął posadę dyrektora Urzędu Budownictwa Miejskiego, z zadaniem przygotowania planu dla tego, piątego co do wielkości, miasta Republiki Weimarskiej. Był to najbardziej kreatywny okres w jego karierze zawodowej. W marcu 1927 roku zaprezentował swoją koncepcję tzw. Ringcity, która w 1929 roku przybrała ostateczny kształt ogólnego planu dla Lipska. Idea lipskiego ringu miała być kontrapunktem dla zabytkowego śródmieścia Lipska. Jego koncepcja wyróżniała się na tle innych postulujących ingerencje poprzez awangardową architekturę w historyczne centra miast. Ritter poszukiwał harmonii pomiędzy nowoczesnością a zastaną zabytkową architekturą – nowatorska koncepcja jak na tamte czasy.
Najczęściej wspominanym dziełem Rittera jest Großmarkthalle – gigantyczna budowla, którą zwieńczyły największe wówczas na świecie betonowe kopuły. Ostatecznie zrealizowano dwie z trzech zaprojektowanych przez Rittera. Każda z nich przykrywa kwadrat o powierzchni 76 x 76 metrów. Istotną cechą tych kopuł, wykonanych ze zbrojonego betonu, jest to iż ich grubość wynosi zaledwie 9 cm, była to śmiała konstrukcja jak na owe czasy. Dzieło Rittera uznawane jest za kolejny, po wrocławskiej Hali Stulecia (Maxa Berga), przełom w historii myśli inżynierskiej XX wieku. Było to wielkie osiągnięcie niemieckiego modernizmu.
Kolejnym znaczącym dokonaniem tego niemieckiego architekta było założenie mieszkaniowe na przedmieściach Lipska, dla ponad 600 rodzin, oparte na zasadzie trzech kręgów, które do dzisiaj funkcjonuje pod nazwą Rundling (= Okolnica). Dziś to właśnie dzięki działaniom Rittera Lipsk uważany jest za jedno z centrów niemieckiego modernizmu.
Jesienią 1940 roku Ritter został pełnomocnikiem ds. „Generalbebauungsplan von Krakau”. Na miejscu zastał on już gotowy pierwszy, ogólny plan miasta, przygotowany pod kierunkiem Kazimierza Dziewońskiego w latach 1934–1939 – „Program inwestycyjny stołecznego królewskiego miasta Krakowa za okres 1937/38 – 1943/44”, który stanowił dla niego podstawę dla dalszej pracy. Ostatni etap prac nad planem Ritter spędził w Lipsku. Jego wizja nie przypadła do gustu Hansowi Frankowi, zwłaszcza pomysł lokalizacji dzielnicy rządowej na Dębnikach i Ludwinowie. Stąd pośpieszny wyjazd architekta z Krakowa. 
Niezależnie od wypełnianych przez Rittera funkcji pełnomocnika ds. nowego kształtu urbanistycznego stolicy Generalnego Gubernatorstwa od 1940 roku działał w Krakowie – Baudirektion des Generalgouverneurs, która miała odpowiadać za przygotowanie i realizację wszystkich bezpośrednio podejmowanych przez Hansa Franka zadań budowlanych. Na jej czele stanął Oberbaurat Hofer, który od października 1940 roku pracował na koncepcją tzw. Deuscheviertel, która miała być zlokalizowana na krakowskich Błoniach i tworzyć zwarty kompleks gmachów administracji rządowej i dystryktowej oraz innych urzędów Generalnego Gubernatorstwa.
Pomimo konfliktu kompetencji w tym przypadku, Ritter sumiennie dokończył powierzone mu zadanie – cały plan to obszerny dokument datowany na 15 maja 1940 roku, opatrzony załącznikami, w tym fotografiami wykonanych w drewnie modeli. Fakt ukończenia przez Rittera prac nad nowym planem ogólnym dla Krakowa potwierdza opublikowany przez niego artykuł, ilustrowany fotografiami. W artykule tym przedstawił główne cele i założenia swego planu.